# 25e cérémonie des Filmfare Awards
La 25e cérémonie des Filmfare Awards s'est déroulée en 1978 à Bombay en Inde.

## Palmarès
| Catégorie                                 | Lauréat |
| ----------------------------------------- | --- |
| Meilleur film                             | Bhumika: The Role - produit par Lalit M. Bijlani et Freni Variava - réalisé par Shyam Benegal - avec Smita Patil, Anant Nag, Naseeruddin Shah et Amrish Puri |
| Meilleur réalisateur                      | Basu Chatterjee (Swami) |
| Meilleur acteur                           | Amitabh Bachchan (Amar Akbar Anthony) |
| Meilleure actrice                         | Shabana Azmi (Swami) |
| Meilleur acteur dans un second rôle       | Shreeram Lagoo (Gharaonda) |
| Meilleure actrice dans un second rôle     | Asha Sachdev (Priyatama) |
| Meilleure prestation dans un rôle comique | Paintal (Chala Murari Hero Banne) |
| Meilleur compositeur                      | Laxmikant - Pyarelal (Amar Akbar Anthony) |
| Meilleur parolier                         | Sampooran Singh Gulzar pour « Do Diwane Saher Mein » (Gharaonda)                                                                                             |
| Meilleur chanteur de playback             | Mohammed Rafi pour « Kya Hua Tera Vada » (Hum Kisi Se Kum Nahin)                                                                                             |
| Meilleure chanteuse de playback           | Preeti Sagar pour « Mera Gaon Kadhapane » (Manthan) |
| Meilleure histoire                        | Saratchandra Chatterjee (Swami) |
| Meilleur scénario                         | Lekh Tandon, Vrajendra Gaur et Madhusudan Kalekar (Dulhan Wahi Jo Piya Man Bhaaye)                                                                           |
| Meilleurs dialogues                       | Vrajendra Gaur (Dulhan Wahi Jo Piya Man Bhaaye) |
| Meilleure photographie                    | Munir Khan (Hum Kisi Se Kum Nahin) |
| Meilleure direction artistique            | Shanti Dass (Hum Kisi Se Kum Nahin) |
| Meilleur son                              | - |
| Meilleur montage                          | Kamlakar Karkhanis (Amar Akbar Anthony) |

## Récompenses des critiques
| Catégorie     | Lauréat                                                    |
| ------------- | ---------------------------------------------------------- |
| Meilleur film | Shatranj Ke Khiladi (Les Joueurs d'échecs) de Satyajit Ray |